# Margaret Turnbull (sceneggiatrice)
Margaret Turnbull (Glasgow, 17 novembre 1872 – Yarmouthport, 12 giugno 1942) è stata una sceneggiatrice e commediografa scozzese.
Era la sorella del produttore Hector Turnbull.

## Filmografia
- Classmates, regia di James Kirkwood (1914)
- Stolen Goods, regia di George Melford (1915)
- The Clue, regia di James Neill e Frank Reichert (Frank Reicher) (1915)
- The Fighting Hope, regia di George Melford (1915)
- The Case of Becky, regia di Frank Reicher (1915)
- Blackbirds, regia di J.P. McGowan (1915)
- The Secret Sin, regia di Frank Reicher (1915)
- Armstrong's Wife, regia di George Melford (1915)
- The Unknown, regia di George Melford (1915)
- Pudd'nhead Wilson, regia di Frank Reicher (1916)
- To Have and to Hold, regia di George Melford (1916)
- For the Defense, regia di Frank Reicher (1916)
- Anima di straniero (Alien Souls), regia di Frank Reicher (1916)
- The Thousand-Dollar Husband, regia di James Young (1916)
- The Dupe, regia di Frank Reicher (1916)
- Public Opinion, regia di Frank Reicher (1916)
- The Victory of Conscience, regia di Frank Reicher (1916)
- Witchcraft, regia di Frank Reicher (1916)
- The Yellow Pawn, regia di George Melford (1916)
- Gentlemen (The Victoria Cross), regia di Edward J. Le Saint (1916)
- Lost and Won, regia di Frank Reicher (1917)
- The Black Wolf, regia di Frank Reicher (1917)
- Her Better Self, regia di Robert G. Vignola (1917)
- Magda, regia di Émile Chautard (1917)
- Bab's Diary, regia di J. Searle Dawley (1917)
- Bab's Burglar, regia di J. Searle Dawley (1917)
- Jack and Jill, regia di William Desmond Taylor (1917)
- Bab's Matinee Idol, regia di J. Searle Dawley (1917)
- Shirley Kaye, regia di Joseph Kaufman (1917)
- Mrs. Dane's Defense, regia di Hugh Ford (1918)
- The Shuttle, regia di Rollin S. Sturgeon (1918)
- Eve's Daughter, regia di James Kirkwood (1918)
- The House of Silence, regia di Donald Crisp (1918)
- The Firefly of France, regia di Donald Crisp (1918)
- Mio cugino (My Cousin), regia di Edward José (1918)
- A Daughter of the Old South, regia di Émile Chautard (1918)
- The World to Live In, regia di Charles Maigne (1919)
- The Two Brides, regia di Edward José (1919)
- The Splendid Romance, regia di Edward José (1919)
- The Tree of Knowledge, regia di William C. de Mille (1920)
- Thou Art the Man, regia di Thomas N. Heffron (1920)
- The Princess of New York, regia di Donald Crisp (1921)
- Appearances, regia Donald Crisp (1921)
- The Mystery Road, regia di Paul Powell (1921)
- The Bonnie Brier Bush, regia di Donald Crisp (1921)
- Three Live Ghosts, regia di George Fitzmaurice (1922)
- Anna Ascends, regia di Victor Fleming (1922)
- La Bataille, regia di Sessue Hayakawa e Édouard-Émile Violet (1923)
- The Danger Line, regia di Édouard-Émile Violet (1924)
- Classmates, regia di John S. Robertson (1924)
- Bad Little Angel, regia di William Thiele (1939)

## Spettacoli teatrali
- Classmates (Broadway, 29 agosto 1907)
- The Deadlock